# Romanistisches Kolloquium
Das Romanistische Kolloquium (RK) ist eine Diskussions- und Forschungsplattform, die sich im deutschsprachigen Raum mit ausgewählten aktuellen Themen der Romanistik befasst. Es entstand, als die Romanische Philologie zu einem derart großen Fach wurde, dass die traditionellen großen Tagungen an ihre Grenzen stießen.  
Das erste RK wurde im Wintersemester 1984/1985 von Wolfgang Dahmen, Günter Holtus, Johannes Kramer und Michael Metzeltin gegründet. „Da die Planung von vier Romanisten ausging, die an vier verschiedenen Universitäten tätig waren (...), wurde beschlossen, an jeder dieser Universitäten alle vier Wochen einen Vortrag anzubieten, so dass also jede Woche eine Veranstaltung zum Rahmenthema stattfinden würde, nur jedes Mal an einem anderen Ort. (...) Auf jede einzelne Universität entfielen vier Veranstaltungen. Das Kolloquium bot nun den Studierenden die Möglichkeit, einmal in unmittelbarer Anschauung Meinungen und Ansätze zu erleben, die von dem, was die heimischen Sprachwissenschaftler tun, abweichen.“
Zum RK V kam Otto Winkelmann (Eichstätt, jetzt Gießen), zum RK VIII Wolfgang Schweickard (Saarbrücken) zum Team.
Im Jahre 2014 setzte eine neue Phase ein, die auf der graduellen Erweiterung des RK-Teams beruht. Das Gründerteam überlässt nach und nach die Organisation der Kolloquien und die Herausgabe der entsprechenden Aktenbände jüngeren Romanistinnen und Romanisten und unterstützt diese dabei beratend. Mit dem RK XXIX, das in Münster stattfand, kam Christina Ossenkop (Münster) ins Team. Bei den darauffolgenden Tagungen RK XXX (2015), RK XXXI (2016), RK XXXII (2017) und RK XXXIII (2018) traten dem RK-Team Claudia Polzin-Haumann (Saarbrücken), Elton Prifti (Wien), Lidia Becker (Hannover), Anja Overbeck (Berlin) und Julia Kuhn (Jena) bei. 
Herausgeberinnen und Herausgeber des Romanistischen Kolloquiums sind Lidia Becker (Hannover), Julia Kuhn (Jena),  Christina Ossenkop (Münster), Claudia Polzin-Haumann (Saarbrücken) und Elton Prifti (Wien).
Zu jeder Tagung wird ein Berichtsband veröffentlicht. Themen waren (mit Erscheinungsjahr): 
- I (1987) Latein und Romanisch
- II (1989) Technische Sprache und Technolekte in der Romania
- III (1991) Die romanischen Sprachen und die Kirchen
- IV (1991) Zur Geschichte der Grammatiken romanischer Sprachen
- V (1991) Zum Stand der Kodifizierung romanischer Kleinsprachen
- VI (1992) Germanisch und Romanisch in Belgien und Luxemburg
- VII (1993) Das Französische in den deutschsprachigen Ländern
- VIII (1995) Konvergenz und Divergenz in den romanischen Sprachen
- IX (1996) Die Bedeutung der romanischen Sprachen im Europa der Zukunft
- X (1997) Sprache und Geschlecht in der Romania
- XI (1998) Neuere Beschreibungsmethoden der Syntax romanischer Sprachen
- XII (2006) Lexikalischer Sprachkontakt in Südosteuropa
- XIII (2000) Schreiben in einer anderen Sprache: Zur Internationalität romanischer Sprachen und Literaturen
- XIV (2000) Kanonbildung in der Romanistik und in den Nachbardisziplinen
- XV (2001) „Gebrauchsgrammatik“ und „Gelehrte Grammatik“. Französische Sprachlehre und Grammatikographie zwischen Maas und Rhein vom 16. bis zum 19. Jahrhundert
- XVI (2004) Romanistik und Neue Medien
- XVII (2006) Lengua, historia e identidad: perspectiva española e hispanoamericana
- XVIII (2005) Englisch und Romanisch
- XIX (2006) Historische Pressesprache
- XX (2006)Was kann eine vergleichende romanische Sprachwissenschaft heute (noch) leisten?
- XXI (2009) Romanische Sprachwissenschaft und Fachdidaktik
- XXII (2008) Zur Bedeutung der Namenkunde für die Romanistik
- XXIII (2011) Romanistik und Angewandte Linguistik
- XXIV (2011) Die romanischen Sprachen als Wissenschaftssprachen
- XXV (2012) Südosteuropäische Romania: Siedlungs-/ Migrationsgeschichte und Sprachtypologie
- XXVI (2012) America Romana
- XXVII (2016) Romanische Kleinsprachen heute
- XXVIII (2015) Zur Lexikographie der romanischen Sprachen
- XXIX (2017) Sprachvergleich und Übersetzung: Die romanischen Sprachen im Kontrast zum Deutschen
- XXX (2017) Sprachberatung und Sprachkritik in der Romania
- XXXI (In Vorbereitung) Geschichte des Fremdsprachenstudiums in der Romania
- XXXII (In Vorbereitung) Fachbewusstsein der Romanistik
- XXXIII (In Vorbereitung) Romanistik und Wirtschaft